# Flöguselshnúkur
Flöguselshnúkur är en bergstopp i republiken Island. Den ligger i regionen Norðurland eystra, 220 km nordost om huvudstaden Reykjavík. Toppen på Flöguselshnúkur är 1 303 meter över havet, eller 362 meter över den omgivande terrängen. Bredden vid basen är 3,7 km.
Trakten runt Flöguselshnúkur är nära nog obefolkad, med mindre än två invånare per kvadratkilometer. Det finns inga samhällen i närheten. Trakten runt Flöguselshnúkur består i huvudsak av gräsmarker.